# Mops congicus
Mops congicus је сисар из реда слепих мишева. 

## Угроженост
Ова врста није угрожена, и наведена је као последња брига јер има широко распрострањење.

## Распрострањење
Врста је присутна у ДР Конгу, Камеруну и Уганди.

## Популациони тренд
Популациони тренд је за ову врсту непознат.